# Spargania continuata
Spargania continuata là một loài bướm đêm trong họ Geometridae.